# Szamovolszky Ödön
Szamovolszky Ödön (Nagyberezna, 1878. december 26. – Budapest, 1914. december 28.) magyar szobrászművész.

## Életpályája
Szamovolszky Lőrinc ügyvéd és a bajorországi születésű Jacobs Cecília fiaként született Nagyberezna Ungvár megyei községben a Deák Ferenc utca 48. számú házban. Az ungvári agyagiskola diákja volt. Petridesz János tanár tehetséges szobrászmunkái ragadták meg lelkét annyira, hogy ellenállhatatlan vágyat érzett magában hasonló dolgok készítése és felsőbb kiképeztetése iránt. Sikeres szakiskolai tanulmányai alapján a kassai kereskedelmi és iparkamara rendkívüli ösztöndíj segélyezése mellett léphetett Budapesten az 1895—96. tanévben az Iparművészeti Iskolába, ahol csakhamar az elsők közé küzdötte magát.
Öt évi tanulási ideje alatt nagy segítségére volt bátyja Szamolányi Gyula, aki akkor már Budapesten önmaga tartotta fönn magát. Az iparművészeti iskolában Mátrai Lajos György szobrásztanár (nagy plasztikus) tanítványa volt. Itt jelentkezett már hatalmas egyénisége és kiváló tehetsége. Mint tanulót szívesen alkalmazta maga mellett Mátrai az általa elvállalt dekoratív szobrászmunkáinak elkészítésénél. Ilyen alkalommal mintázta önállóan a budai vigadóépület amorette-diszítéseit. Mint negyedéves görögkatolikus vallású hallgató elkészítette Szabó Jenő miniszteri tanácsos mellszobrát, mellyel Budapest görögkatolikus lakói kedveskedtek nagy mecénásuknak, midőn a budapesti görögkatolikus szinmagyar hitközséget sikerült megalapítaniuk.
Az iskola elvégzése után Zala György és Róna József műtermében dolgozott. Olaszországban, Münchenben és Párizsban képezte tovább magát. 1900–1904 között ifjúsági Szentestéket rendezett. 1902-től volt kiállító művész. 1907-ben Gách István Lipóttal dolgozott együtt a Szabadságharc-emlékművön. 1907-ben a görögkatolikus egyháztanács tagja lett. Felesége Kresz Márta volt.
Halála az I. világháború következménye volt, a sorozáson 1914 decemberében influenzásan álldogált a téli hidegben és tüdőgyulladást kapott. 1914. december 30-án, szerdán délután 3 órakor temették el a Kerepesi úti temetőben a 9. parcellában. A főváros díszsírhelyet biztosított számára, 1915. október 24-én avatták fel saját „Névtelenek” című alkotása egyik nőalakjával a díszes síremlékét. (A Szabadságharc-szobor Bizottság állíttatta, az öntést Horvay János felügyelte.) „A síremléket a temető kommunista átrendezése során, ideológiai okokból elmozdították, a bronzszobor a Nemzeti Galéria tulajdonába került, majd Kiskunhalason, a múzeum belső udvari bejárata előtt állították fel, jelenleg egy fakereszt jelzi a művész nyughelyét” a Fiumei úti sírkertben (18-1-1-36)

## Művei
- Férfi képmás (1902, bronz)
- Horvay János (1903–1904)
- Pogány Mariska (1905–1906)
- Férfi lapáttal (1906)

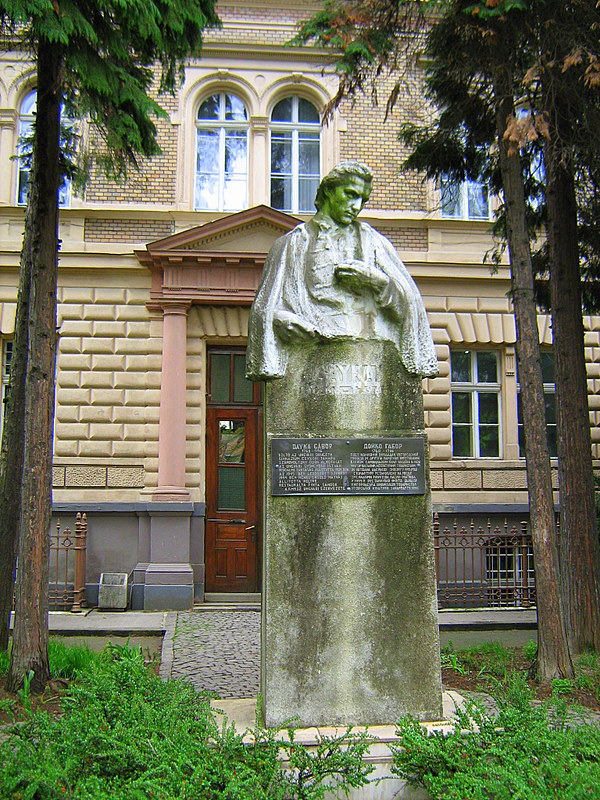
Dayka Gábor szobra Ungváron

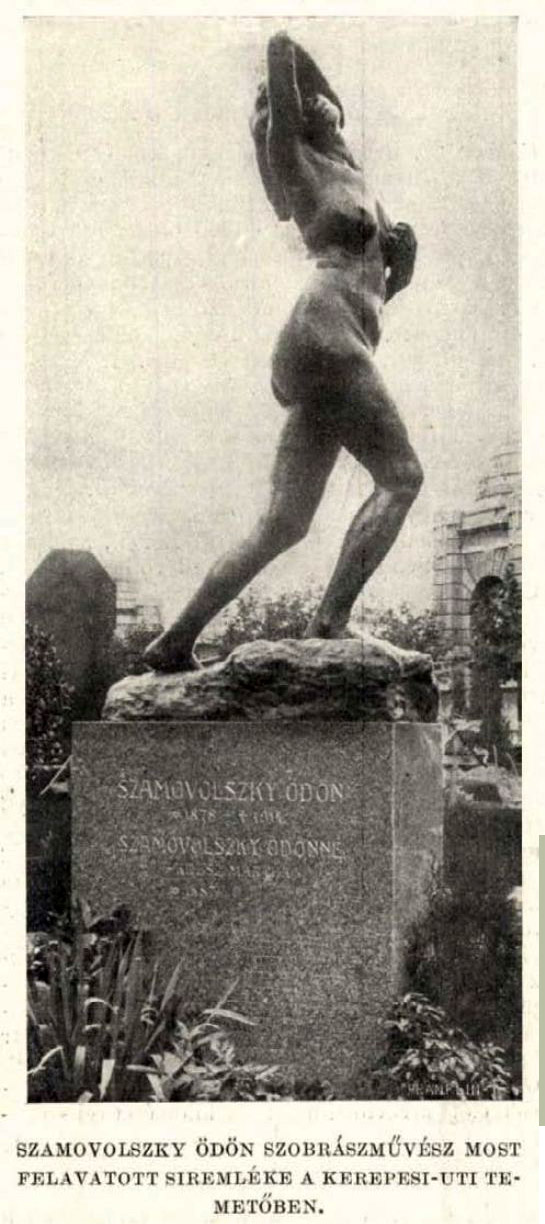
Eredeti sírja saját alkotásával, 1915-ben

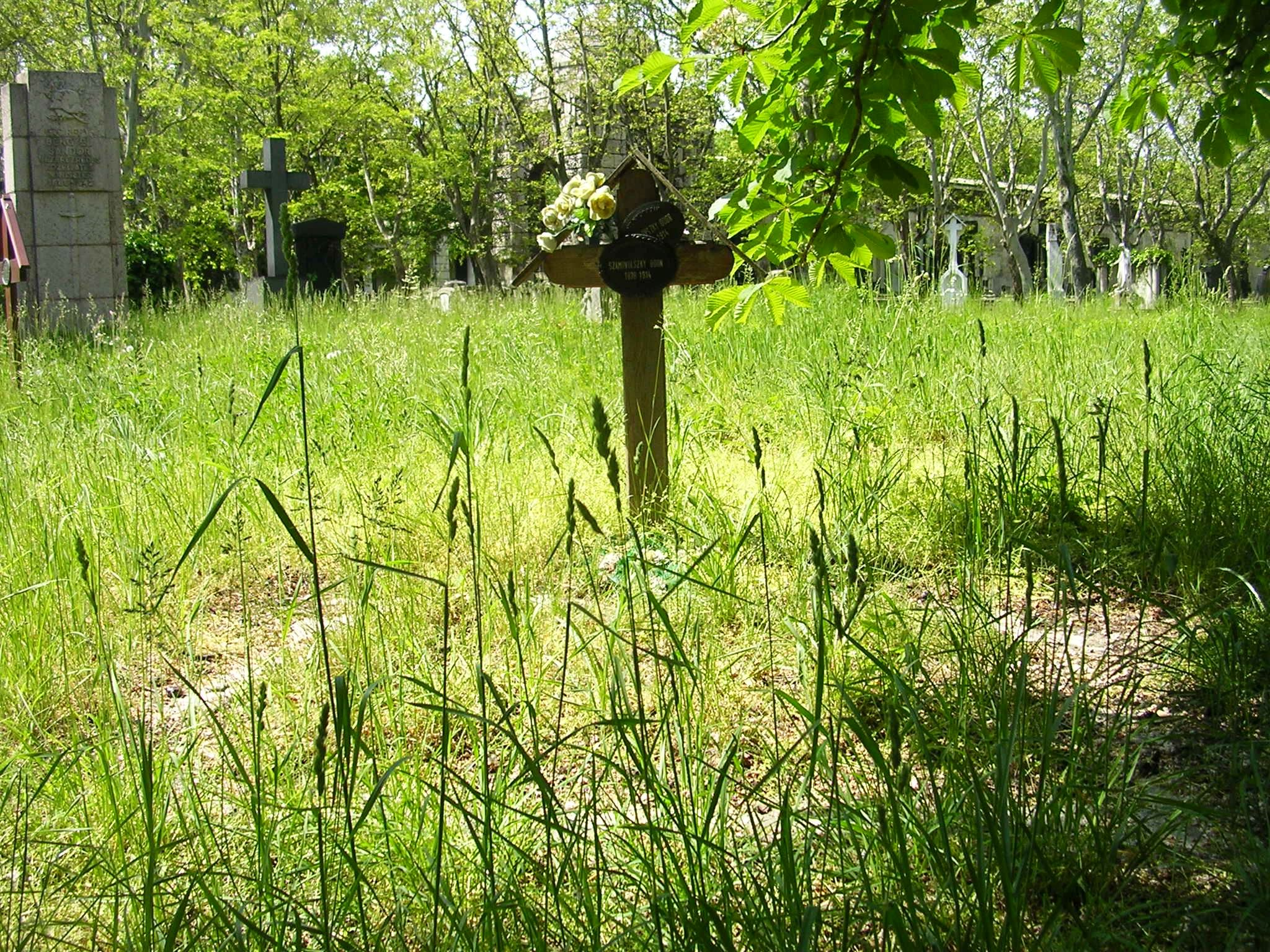
Sírja a Fiumei úti sírkertben 2005-ben (18-1-1-36)

- Andrássy Franciska grófnő (gipsz, Horvay Jánossal együtt, 1906)
- Kassai honvéd-szobor (Horvay Jánossal együtt, 1906)
- Szabadságharc-emlékmű (1907–)
- Névtelenek (gipsz, 1908–1909)
- Dayka Gábor-mellszobor (1909)
- Vasváry Pál (gipsz)
- Viszontlátás (bronz)
- Álom (bronz)
- Kresz Paula úrhölgy (gipsz)
- Imádkozó bányász (bronz)
- Nagymamánál (bronz)
- Tanulmány (terrakotta)
- Horvai Ilona (gipsz)
- Vasúti munkás (gipsz)
- A Szent István-bazilika főkapujának 12 apostolfeje (1903)